# بارك جو-هيون
بارك جو-هيون (هانغل: 박주현) هو لاعب كرة قدم كوري جنوبي في مركز الهجوم، ولد في 29 سبتمبر 1984 في كوريا الجنوبية. لعب مع دايجون هانا سيتزن.

## وصلات خارجية
- بارك جو-هيون على موقع دوري كوريا الجنوبية (الإنجليزية)
- بارك جو-هيون على موقع Soccerway.com (الإنجليزية)